# オーガスタス・リンドレー

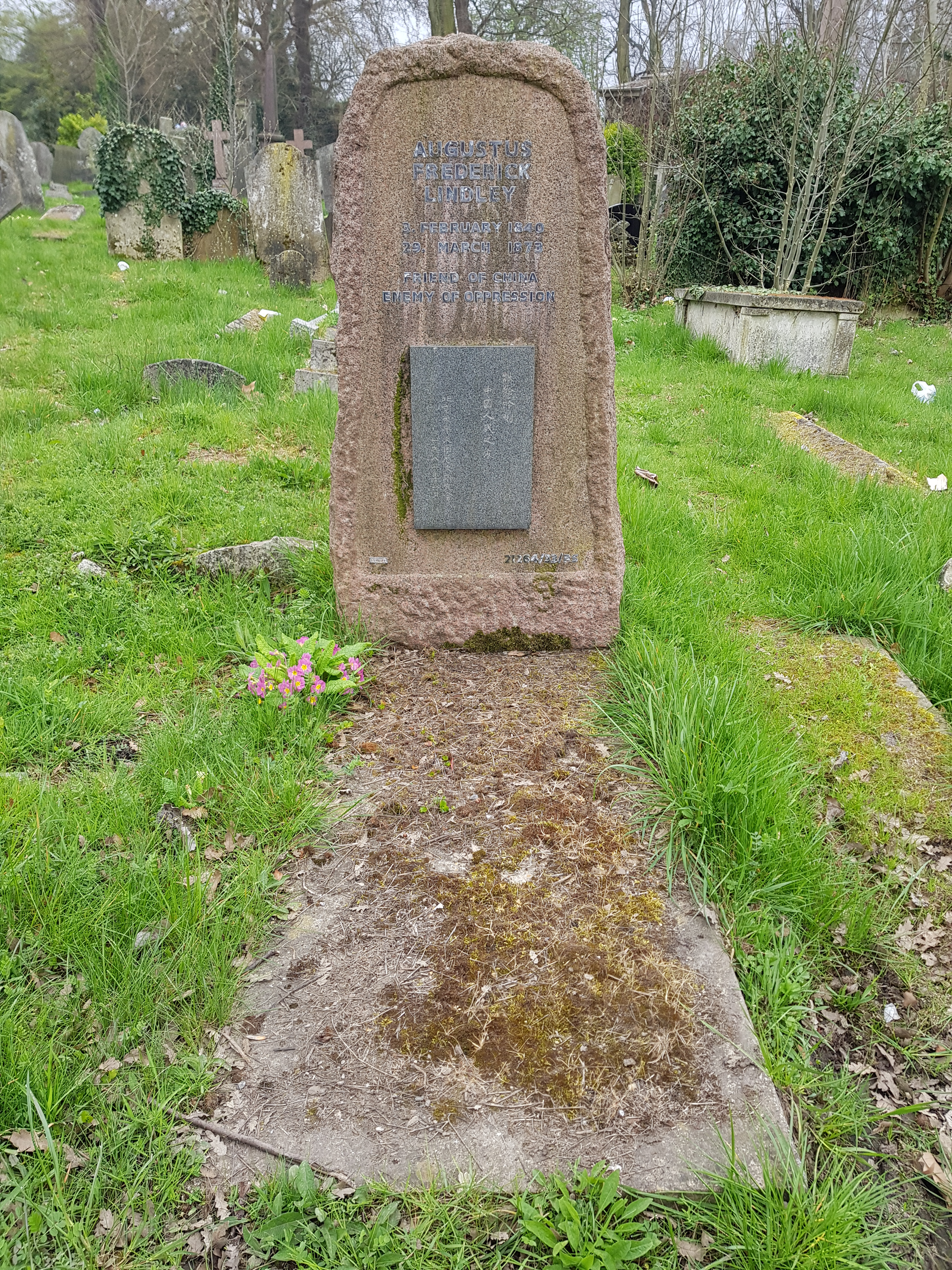
ロンドンにあるリンドレーの墓

オーガスタス・フレデリック・リンドレー（Augustus Frederick Lindley、1840年2月3日 - 1873年3月29日）は、イギリスの軍人。太平天国の乱に参加した。中国名は呤唎。
1857年にイギリス海軍に入隊。1859年、香港に派遣されて軍務についた。翌年に退役して商談のために太平天国支配地域に赴いた。1861年、正式に太平天国の忠王李秀成の幕僚となり、軍隊を訓練し、多くの戦いに参加した。1863年、九瞭洲要塞防衛戦に参加し、重傷を負った。傷が癒えた9月、数人を率いて上海に潜入し、蒸気船「ファイアフライ号」を奪取し、太平天国軍のもとに持ち帰った。病になりイギリス本国に帰国した。
1866年2月にリンドレーは、『Ti-Ping Tien-Kwoh:The History Of The Ti-Ping Revolution』を出版し、自身が参加した太平天国の歴史を記述し、李秀成に献呈された。
日本語訳
- 『太平天国 - 李秀成の幕下にありて』増井経夫・今村与志雄訳、平凡社東洋文庫（全4巻）